# Ostiglia
Ostiglia is een gemeente in de Italiaanse provincie Mantua (regio Lombardije) en telt 7074 inwoners (31-12-2004). De oppervlakte bedraagt 39,7 km², de bevolkingsdichtheid is 185 inwoners per km².
De volgende frazioni maken deel uit van de gemeente: Correggioli, Comuna Bellis en Comuna Santuario.

## Demografie
Ostiglia telt ongeveer 3064 huishoudens. Het aantal inwoners daalde in de periode 1991-2001 met 1,4% volgens cijfers uit de tienjaarlijkse volkstellingen van ISTAT.
| Jaar | Inwoneraantal |
| ---- | ------------- |
| 1991 | 7316          |
| 2001 | 7210          |

## Geografie
De gemeente ligt op ongeveer 13 m boven zeeniveau.
Ostiglia grenst aan de volgende gemeenten: Borgofranco sul Po, Casaleone (VR), Cerea (VR), Gazzo Veronese (VR), Melara (RO), Revere en Serravalle a Po.

## Geboren
- Gregorio Bardini (1966), musicus en etnomusicoloog

## Externe link

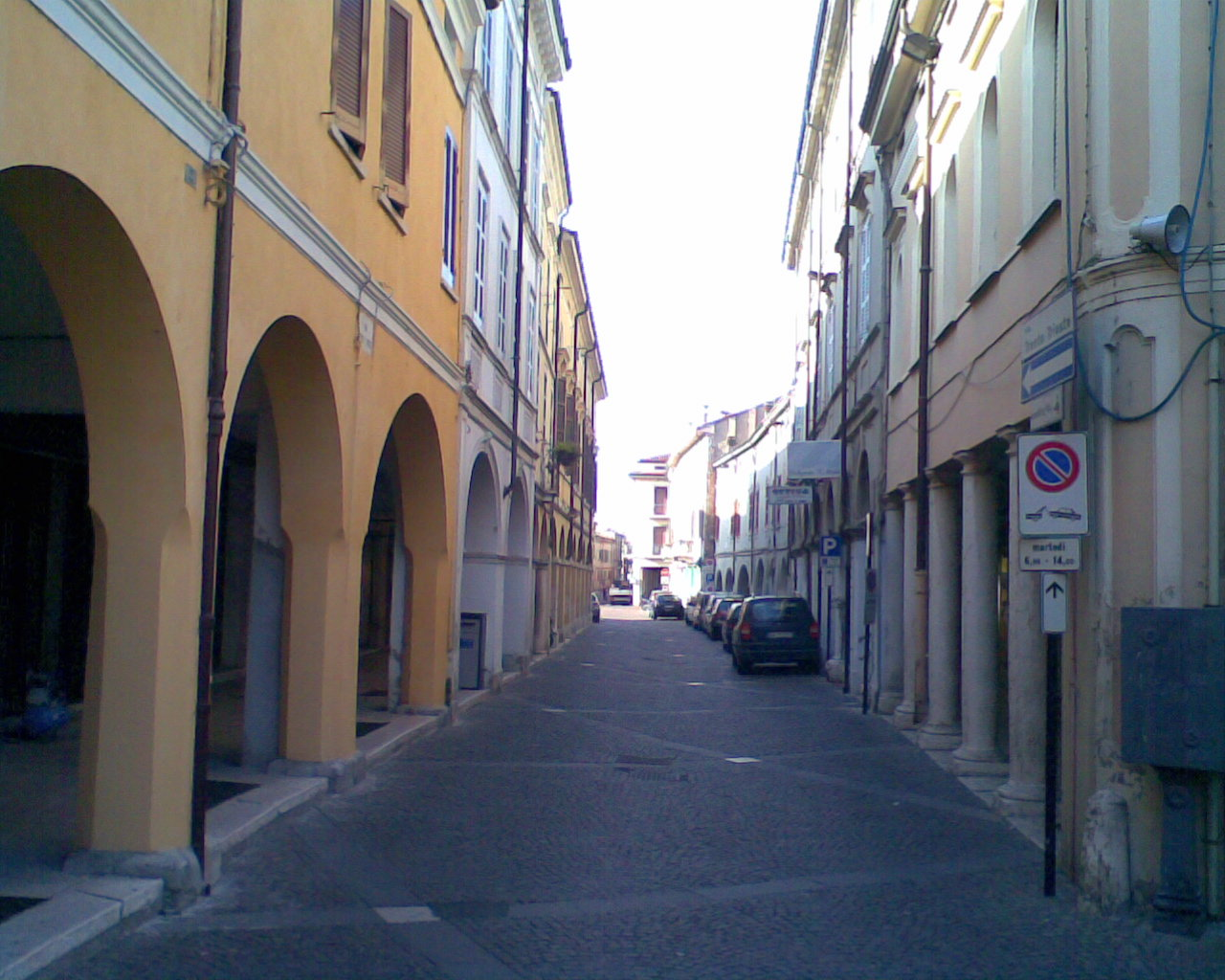